# Cybaeus momotaro
Espèce
Cybaeus momotaro est une espèce d'araignées aranéomorphes de la famille des Cybaeidae.

## Distribution
Cette espèce est endémique de la préfecture d'Okayama sur Honshū au Japon,.

## Description
Le mâle holotype mesure 5,35 mm et la femelle paratype mesure 6,15 mm.

## Publication originale
- Ihara & Nojima, 2005 : Geographic distribution of the Cybaeus kuramotoi-group (Araneae: Cybaeidae) in Okayama, Tottori and Hyogo Prefectures, western Honshu, Japan, with descriptions of five new species. Acta Arachnologica, vol. 53, no 2, p. 131-146 (texte intégral).